# دنيس فلانغن
دنيس فلانغن (بالإنجليزية: Dennis Flanagan)‏ هو صحفي أمريكي، ولد في 22 يوليو 1919، وتوفي في 14 يناير 2005.